# 西部ライオンズ
もしかして
- 埼玉西武ライオンズ

ではありませんか？